# George Fitzroy, 1:e hertig av Northumberland
George FitzRoy, 1:e hertig av Northumberland, född 28 december 1665 på Merton College i Oxford, död 28 juni 1716 i Epsom, var utomäktenskaplig son till Karl II av England och Barbara Villiers.

## Barndom
George Fitzroy var den tredje och yngsta av Karl II:s illegitima söner. 1 oktober 1674 blev han earl av Northumberland, baron av Pontefract (Yorkshire) och viscount Falmouth (Cornwall). 6 april 1683 blev han hertig av Northumberland.

## Karriär
1682 anställdes han för hemlig tjänst i Republiken Venedig. Då han återvände till England 1684 blev han riddare av Strumpebandsorden. Samma sommar anmälde han sig som frivillig på den franska sidan under Belägringen av Luxemburg. 1687 anförde han 2nd Troop of Horse Guards. Ett år senare blev han lord of His Majesty's bedchamber. 1701 utsågs han till konnetabel på Windsor Castle och Lordlöjtnant av Surrey. 1712 blev han även Lordlöjtnant av Berkshire.
1703 efterträdde han earlen av Oxford som överste över Royal Regiment of Horse. Den 10 januari 1710 blev han Lieutenant-General. 7 april 1713 svors han in i Privy Council såväl som Chief Butler of England.

## Äktenskap
I mars 1686 gifte sig George Fitzroy med Catherine Wheatley, dotter till Robert Wheatley av Bracknell i Berkshire. Hon var änka efter Thomas Lucy från Charlecote Park, kapten i Royal Horse Guards. Kort efter bröllopet sägs det att George Fitzroy och hans bror Henry FitzRoy, 1:e hertig av Grafton försökte föra henne utomlands till ett engelskt kloster i Gent i Belgien. Efter hennes död 1714 gifte George Fitzroy om sig med Mary Dutton, syster till kapten Mark Dutton.

## Död
George Fitzroy bodde på Frogmore House i Windsor i Berkshire. Han dog i Epsom 28 juni 1716. Han fick ingen legitim avkomma. Mary Dutton avled på Frogmore 1738.